# 101 Mitigations
«101 Mitigations» (укр. «101 пом'якшення») — п'ятнадцята серія тридцятого сезону мультсеріалу «Сімпсони», прем'єра якої відбулась 3 березня 2019 року у США на телеканалі «Fox».

## Сюжет
Гомер та діти їдять у «Позолоченому трюфелі», де вони використали купон із помилкою друку за 100 % знижки. Тим часом на заощаджені гроші Мардж отримує шведський масаж. Після ресторану Гомер попереджає дітей, щоб більше не експлуатували чужі помилки. У цей же час працівник парковки передає Гомеру ключі не від його авто, а від модного колись кабріолету Cadillac Eldorado Biarritz 1957 року. Він вирішує розважитись і покатати дітей на ньому.
Коли вони повертаються до ресторану, власник кабріолету, продавець коміксів, погрожує Гомерові арештом за грандіозну крадіжку авто його батька. Коли він помічає, що його копія першого випуску коміксу «Радіоактивного» була пошкоджена, він висуває звинувачення, і Гомера заарештовують. У Спрінґфілдському суді суддя Снайдер визнає Гомера винним навіть після зворушливого листа з вибаченням, написаного Лісою.
За два тижні до його винесення вироку сім'я готується до шансу, завдяки якому Гомер може не потрапити за ґрати. Мардж погоджується помиритися з продавцем коміксів. Вона йде до його магазину для проведення переговорів, але той говорить їй, що проблема полягає в отриманні поваги.
Вдома Ліса виявляє відео для пом'якшення обставин, зокрема одним із таких було виправдано містера Бернса за його злочини проти Спрінґфілда. Вони вирішили використати останнього відеографа Спрінгфілда, Ґіла, з яким Мардж зустрічається у магазині весільних відеозаписів, де вона розуміє, що легше зняти самим. Їх зусилля зазнають невдачі, але Ліса все монтує. У суді суддя Снайдер спочатку відкритий для того, щоб звільнити Гомера, але продавець коміксів виступає з промовистою промовою в залі (найкращою, яку Снайдер, коли-небудь чув). Він вирішує винести свій вирок наступного дня.
Ліса знаходить заміну коміксу «Радіоактивного» в сусідньому магазині коміксів Оґденвілля. Однак, отримавши комікс, продавець все ще засуджує Гомера. Перед тим, як Сімпсони йдуть від нього, він помічає у Гомера брелок першого сезону серіалу «З поверненням, Коттере». Брелок є дорогоцінним для Гомера, бо єдиний подарунок, який його батько дарував йому. Щоб Гомер відчув, як той почуває себе з улюбленим автомобілем та коміксами, продавець коміксів розбиває брелок, а потім заявляє, що знімає звинувачення. Він також оголошує Гомера своїм найкращим другом і що вони поїдуть разом на Комік-кон.
У фінальній сцені Барт покараний у школі під наглядом директора Скіннера. Барт демонструє Скіннеру відео для пом'якшення обставин кари, в якому Мілгаус вихвалює Барта. Доки той дивиться, Барт втікає, а відео не можна зупинити

## Ставлення критиків і глядачів
Під час прем'єри серію переглянули 2,25 млн осіб з рейтингом 0.8, що зробило найпопулярнішим шоу на каналі «Fox» тієї ночі.
Денніс Перкінс з «The A.V. Club» дав серії оцінку C+, сказавши, що «у „Сімпсонів“ є місце для неправильної поведінки підпису його персонажів, яка має сенс. Прикро, що у „101 Mitigations“ цього немає».
Водночас, Тоні Сокол з «Den of Geek» дав серії чотири з п'яти зірок, сказавши, що «серія весела і відкрита, хоча не завжди рвеш живіт від сміху. Епізод містить гарну суміш розумних і дурних, з моральним компасом, встановленим на круїз-контролі».
Згідно з голосуванням на сайті The NoHomers Club більшість фанатів оцінили серію на 3/5 із середньою оцінкою 3,34/5.